# Za rok, za dzień, za chwilę...
Za rok, za dzień, za chwilę... – polski film psychologiczny w reżyserii Stanisława Lenartowicza.

## Opis fabuły
Wanda Borejkówna, młoda Nowozelandka polskiego pochodzenia, przybywa do ojczyzny by wziąć udział w konkursie skrzypcowym. Występ kończy się niepowodzeniem. Rozgoryczona dziewczyna postanawia wrócić do Rzymu, gdzie mieszka na stałe. Na granicy okazuje się jednak, że jest bez paszportu, który pozostawiła w recepcji hotelu.

## Obsada
- Christine Paul-Podlasky - Wanda Borejko
- Joanna Kasperska - Grażyna
- Andrzej Wojaczek - Piotr
- Jadwiga Ziemiańska - Jadwiga Borejko
- Erwin Nowiaszek - ksiądz
- Tadeusz Galia